# Бескидська вулиця (Київ)
Бески́дська ву́лиця — вулиця в Голосіївському районі міста Києва, місцевість Багринова гора. Пролягає від Панорамної вулиці до тупика.
Є однією із найкоротших вулиць міста.

## Історія
Виникла у 50-х роках XX століття як вулиця без назви. 1958 року отримала назву Жигулівська вулиця. 
Сучасна назва — з жовтня 2022 року.